# Karin Larsson (arquera)
Karin Linnéa Larsson (Sandviken, 16 de julio de 1976) es una deportista sueca que compitió en tiro con arco, en la modalidad de arco recurvo. Su hermano Mikael compitió en el mismo deporte.
Ganó una medalla de bronce en el Campeonato Europeo de Tiro con Arco al Aire Libre de 1998, en la prueba de equipo.

## Palmarés internacional
| Campeonato Europeo al Aire Libre | Campeonato Europeo al Aire Libre | Campeonato Europeo al Aire Libre | Campeonato Europeo al Aire Libre |
| Año                              | Lugar                            | Medalla                          | Prueba                           |
| -------------------------------- | -------------------------------- | -------------------------------- | -------------------------------- |
| 1998                             | Boé/Agen (Francia)               | Medalla de bronce                | Equipo                           |